# アウフヘーベン (CYNHNのアルバム)
『アウフヘーベン』は、CYNHNの2枚目のミニ・アルバム。2023年9月20日に発売された。発売元はI BLUE。

## 概要
2020年12月23日に発売された1st EP「#0F4C81」以来約2年9ヶ月ぶりとなるCYNHNの4曲入り2nd EP。綾瀬志希、月雲ねる、青柳透、広瀬みのりの４人体制としては初の音源となる。
本アルバムの発売は、CYNHN結成6周年ワンマンライブ「6th Anniversary LIVE『アガパンサス』」にて発表された。
EPタイトル「アウフヘーベン」はドイツ語の哲学用語で弁証法という意味。「４色の今とCYNHNの答え」をテーマに、CYNHNへ初提供となるクリエイターを含めた4組により制作された作品。

### 楽曲解説
「リサイズ」の作詞・作曲・編曲は今作が初の楽曲提供となる水槽。振付は「アンフィグラフィティ」以降、「水生」「キリグニア」等の多くの楽曲で振付を担当してきたΜёgpis。MV監督は9割以上のMVを担当してきた岩崎臣男。本EPのヴォーカルディレクションはこの曲のみ水槽が行っている。演奏ではeba（Gt）、イガラシ（ヒトリエ）（Ba）、レコーディングでは住野雄飛（Rec）、土岐彩香（Mix）が参加。
本作はCYNHN結成6周年ワンマンライブ「6th Anniversary LIVE『アガパンサス』」にて初披露された。水槽はCYNHNファンを公言し、綾瀬志希との親交もある。
「サファイア」の作詞・作曲・編曲は今作が初の楽曲提供となる威戸れもね。振付は今回初となるsumire ono。ミームトーキョーの振付を好きな綾瀬志希の希望により振付が実現した。9月23日に開催されたNAKAYOSHI FES. 2023（NAKAYOSHI STAGE：Spotify O-WEST）にて初披露。
「ジンテーゼ」の作詞は今回が初となる理姫（アカシック）、作曲は「ソルベ」以来となる奥脇達也（アカシック）、編曲は「はりぼて」「ラルゴ」「ソルベ」等を担当した清水哲平。振付はsumire ono。MV監督はこれまでほぼ全てのMVを担当してきた岩崎臣男。リサイズのMVと同日に撮影されている。
8月5日に開催されたTOKYO IDOL FESTIVAL 2023（DAY2 HEAT GARAGE：Zepp DiverCity）にて初披露。
演奏でもアカシックの奥脇達也（Gt）、バンビ（Ba）、山田康二郎（Dr）が参加。
「スターレット」は今回CYNHNへの初の楽曲提供となる、作詞・作曲の萌映（クレナズム）・編曲のしゅうた（クレナズム）。振付はΜёgpis。演奏はクレナズム。10月14日に開催されたアウフヘーベンリリースツアー小樽公演（小樽ゴールドストーン）にて初披露。

### コンセプト
公式サイトでは「"白"か"黒"で答えが出せるほど単純な世界じゃないからこそ人は悩み苦しむもの。複雑な世界で"強さと弱さを"まとって、CYNHN 的な答えを出していく作品」と説明するとともに、下記の詩を提示している。

EPタイトル「アウフヘーベン」とは弁証法という意味。
本作にはCYNHNへ初提供となるクリエイターが多数参加し、4色の "今" とCYNHNの「答え」をテーマに作品を制作。

混沌とした世界の中を
ただただ不器用にたゆたう魚だった。
今は、高く強く光る群青色を見ながら、
夢と現実、その間にいる。
熱い情熱をクールに魅せる。
それが私たちのアティチュード。
自分の現在地を見下ろしながら
また、不器用にたゆたう魚になった。
誰かに背中を押してほしいなんて甘ったれんな。
折り重なる光と影。
目の前の景色がどう見えるかは自分次第。
ただ私たちはぶれずに、そこにいる。
誰だって、今がいちばん美しい。
—アウフヘーベン - CYNHN Official Web Site
本作での衣装デザインは月雲ねる。EPタイトル「アウフヘーベン」より着想された衣装は、白でも黒でもない「グレー」を基調としてメンバーからのリクエストを取り入れてデザインされた。過去にも水生・キリグニアなどの衣装プロデュースを経験しているが、本作では生地の裁断やボタン装飾などの衣装制作にも一部携わるなど寄与度が高くなっている。
アートディレクターはyenterの高山優子。カメラ：岩田貴樹、スタイリング : 新越雪乃。ヘアメイク : 樋口明奈、千木良歩美。
通常版ジャケットのイラストはescocse（エスコ）。配信シングル「リサイズ」「ジンテーゼ」「サファイア」のジャケットも担当している。

## 評価
出嶌孝次はbounce誌の連載で、"改めて4人で歩きはじめたタイミングでの4曲入りEPは、いずれも初顔合わせの作家陣を起用した挑戦の一枚に。どれも良いですが、クレナズム作の煌めく“スターレット”が最高です!"と評している。
吉羽 さおりは音楽情報サイトskream!のディスクレビューで、"これまでは幻想的な雰囲気を纏った曲が多かったが、今作ではそのCYNHN印にロックでエネルギッシュな曲も加わった。4声が溶け合った透明感から、4声がそれぞれの個性やエモーションを際立たせ、ぶつけ合うからこそ成り立つ曲など、4人の歌声やキャラクターが立体的に迫る感覚が新鮮だ。複雑な世界を揺蕩っていた思いが、時に内省的に思考を深め、時に大胆に叫びを上げ個々の"声"を発する。CYNHNの今が見える1枚になっている。"と評している。

## 収録内容
初回限定盤（TECI-944）、通常盤（TECI-945）の2種リリースで、初回限定盤には6月25日に渋谷WWW Xで開催されたCYNHN 6th Anniversary LIVE *アガパンサス*から「リサイズ」（初披露）と「キリグニア」のライブ映像と「リサイズ」「ジンテーゼ」のMVメイキングを収録したDVDが同梱される。また初回限定盤のCDにはインスト4曲を含む計8曲が収録される。

### 初回限定盤
| #         | タイトル                   | 作詞         | 作曲         | 編曲         | 時間  |
| --------- | -------------------------- | ------------ | ------------ | ------------ | ----- |
| 1.        | 「リサイズ」               | 水槽         | 水槽         | 水槽         | 3:13  |
| 2.        | 「サファイア」             | 威戸れもね。 | 威戸れもね。 | 威戸れもね。 | 3:52  |
| 3.        | 「ジンテーゼ」             | 理姫         | 奥脇達也     | 清水哲平     | 3:34  |
| 4.        | 「スターレット」           | 萌映         | 萌映         | しゅうた     | 2:46  |
| 5.        | 「リサイズ Inst Ver.」     | 水槽         | 水槽         | 水槽         | 3:13  |
| 6.        | 「サファイア Inst Ver.」   | 威戸れもね。 | 威戸れもね。 | 威戸れもね。 | 3:52  |
| 7.        | 「ジンテーゼ Inst Ver.」   | 理姫         | 奥脇達也     | 清水哲平     | 3:34  |
| 8.        | 「スターレット Inst Ver.」 | 萌映         | 萌映         | しゅうた     | 2:46  |
| 合計時間: | 合計時間:                  | 合計時間:    | 合計時間:    | 合計時間:    | 26:50 |

| #  | タイトル                                                                     | 作詞 | 作曲・編曲 |
| -- | ---------------------------------------------------------------------------- | ---- | ---------- |
| 1. | 「リサイズ」(<2023.06.25（Sun）CYNHN 6th Anniversary LIVE *アガパンサス*>)   |      |            |
| 2. | 「キリグニア」(<2023.06.25（Sun）CYNHN 6th Anniversary LIVE *アガパンサス*>) |      |            |
| 3. | 「リサイズ」(MVメイキング)                                                   |      |            |
| 4. | 「ジンテーゼ」(MVメイキング)                                                 |      |            |

### 通常盤
| #         | タイトル         | 作詞         | 作曲         | 編曲         | 時間  |
| --------- | ---------------- | ------------ | ------------ | ------------ | ----- |
| 1.        | 「リサイズ」     | 水槽         | 水槽         | 水槽         | 3:13  |
| 2.        | 「サファイア」   | 威戸れもね。 | 威戸れもね。 | 威戸れもね。 | 3:52  |
| 3.        | 「ジンテーゼ」   | 理姫         | 奥脇達也     | 清水哲平     | 3:34  |
| 4.        | 「スターレット」 | 萌映         | 萌映         | しゅうた     | 2:46  |
| 合計時間: | 合計時間:        | 合計時間:    | 合計時間:    | 合計時間:    | 13:25 |